# 海伯利安的陨落
《海伯利安的陨落》（The Fall of Hyperion）是丹·西蒙斯海伯利安诗篇系列科幻小说的第二部。成书于1990年，并赢得次年的英国科幻奖和轨迹奖，及1991年的星云奖和1990年的雨果奖提名。
小说由45章正文和1章尾声构成，时代背景设定在29世纪，记叙了前往神秘的世界“海伯利安”朝圣的七名朝圣者的命运。朝圣者们是当时的星际人类共同体——霸主——的公民，他们被派往海伯利安去向存在于那里的金属生物伯劳提出一个愿望。作品受到了浪漫运动和19世纪英国诗人约翰·济慈作品的很大影响。书中的故事即是由具有济慈人格和记忆的人工智能所叙述的。

## 背景
正文：海伯利安诗篇
小说中人类世界的运作高度依赖于技术。书中的主要故事发生地，海伯利安星球，是人类霸主——形成于人类从地球向外太空移民过程（书中称之为“大流亡”）中的星际政府——保护体的一员。大流亡的原因是地球即将毁灭（其实并未真正毁灭），而这个地球毁灭的假象即来自于由人工智能有意制造的一起意外。这些人工智能已独立于创造它们的人类，汇集为一个被称为技术内核的庞大集体，并为人类提供咨询。人工智能和人类都可以连入数据网（那时的互联网），也能进入一系列的虚拟现实中并相互交流，但没有人知道技术内核的实体在哪里。尽管如此，技术内核和人类之间的联系非常密切，技术内核还给人类提供了一种复杂的先进传输技术：“远距传送门”。通过传送门，即使旅行目的地在数光年以外，人们也能在瞬间到达。数百个星球通过远距传送门连在一起，形成霸主的核心：“环网”。随着技术水平的提高，环网民众的宗教思想也发生巨大变化。大部分人民笃信“禅灵教”和诺斯替教；也有小部分属于末日救赎教会，他们相信伯劳将会最终降临并因人类过去的种种错误而惩罚人类；而几乎已被遗忘的天主教则在书中扮演了重要角色：朝圣者中有一位牧师。
人类霸主政府和它在这个虚构宇宙中的作用在书中有详细描写。霸主的上议院由成员星球选举的议员组成，而下议院称作“全局”，这是一个所有公民都可通过“植入物”接入的“数据平面”，一个类似互联网的计算实体。霸主的行政由一名议员选举出的首席执行官掌管，小说中此执行官为梅伊娜·悦石。虽然是议会制的民主政体，霸主政府亦时有被视为暴政之举，比如通过使用它的数量少但强大的军部的军事力量入侵拒绝被纳入保护体的海洋世界茂伊约。未纳入保护体的世界事实上也受霸主很大影响，霸主驻这些世界的大使实际上也部分掌控着所在世界的政府。有些被称为“偏地”的星球，只有稀疏人口。海伯利安即被视作偏地的一部分，人们认为伯劳是导致在此星球上殖民失败等事件的具有敌意的神秘力量。
霸主政府有一个敌人：驱逐者。他们被认为是人类的背叛者，早在大流亡之前就已开始向外迁徙以避开霸主日益增长的影响。尽管被霸主公民视作蛮族，他们实际上具有高度发达的文化。驱逐者们致力于精细的艺术和几乎不为环网技术所知的美学价值。驱逐者身体上已经发生变异，因为他们认为他们应该适应环境而不是像环网星球那样让环境适应他们。小说中驱逐者的形态多种多样，不一而足。他们很少与霸主进行大规模冲突，但在书中的时期，他们针对海伯利安发起了一次入侵行动。

## 地点
小说中的故事发生在多个地点，大多在海伯利安。包括：
- 济慈– 海伯利安的首都，名字来自于那位诗人。领事在海伯利安任事实上的大使时一度驻在此地。

- 光阴冢– 在星球北部，是一些看似逆时而行的人造遗迹所在地。书中所叙述之时光阴冢已经“打开”，引起了能对进入遗迹的人产生影响的所谓的“时间潮汐”。

- 诗人之城– 一群几百年前被流放至此的艺术家建立的“王国”中心，在伯劳引起许多居民死亡后被废弃。

- 时间要塞– 诗人之城的居民修建的用作旅馆的一座城堡。废弃后被末日救赎教会占有。有一些此教会的祭司在从济慈来到时间要塞后消失了。

## 角色

### 朝圣者
- 马丁·塞纳利斯– 塞纳利斯是一个诗人，依靠先进的技术带来的冷冻睡眠生活了数世纪之久。他于大流亡时期出生在地球一个贵族家庭，之后在诗人之城定居。他深信伯劳是他的缪斯，并且只有在伯劳在场时他才能写下他的史诗。

- 领事– 领事是霸主的外交官。他的家乡茂伊约在他少年时被军部入侵。他的祖父母发动了一场失败但是富有传奇色彩的对抗霸主政权的反抗运动，然而他的父亲却成为了一名霸主议员。领事也跟随父亲服务霸主政府并极大地改变了他的家乡。领事仇恨霸主，他原来还当过驱逐者的间谍。领事认为自己在海伯利安时采取的行动导致了光阴冢的“打开”。

- 布劳恩·拉米亚– 一位颇有影响的霸主议员之女。她的父亲貌似死于自杀，实则是被技术内核所害。拉米亚是一名私人侦探，身上有神经植入物，里面有她作为第一个以济慈为模板的赛博爱人的人格。

- 索尔和瑞秋·温特伯– 索尔·温特伯是犹太人，伦理学教授，他女儿瑞秋·温特伯在研究光阴冢时因为伯劳患上了逆时间成长的怪病。瑞秋在书中已成为了一个新生儿，索尔因为经常梦见被要求将他女儿献给伯劳而来到海伯利安。索尔曾研究过亚伯拉罕被要求献祭其子以撒的困境，并得出牺牲无辜者是不可接受的结论。但他仍来到了海伯利安。

- 费德曼·卡萨德– 作为前军部上校，卡萨德曾在计算机模拟战斗中和之后的海伯利安之行中邂逅过一位名叫莫尼塔的女子。她自称是伯劳的同行者并最终成为卡萨德的爱人。目睹了莫尼塔经过奇特的变形变为伯劳之后，卡萨德发誓要杀死莫尼塔和并摧毁伯劳。

- 海特·马斯蒂恩– 马斯蒂恩是“树舰”的船长，树舰是属于致力于保存自然的圣徒兄弟会的载人交通工具。圣徒们和伯劳祭司秘密结盟并派出马斯蒂恩作为他们的代表参与朝圣。他也被指派引导伯劳用以穿刺并悬挂受害者的“荆棘树”。马斯蒂恩在第一本书结尾时失踪了，但在本书开始时出现。

- 雷纳·霍伊特神父– 一名罗马天主教牧师，身负十字形。十字形是一种寄生生物，能不断复活其宿主，直至宿主退化变成没有性别且智力严重退化的行尸走肉。霍伊特的导师是保罗·杜雷神父，曾在海伯利安上一个由称作毕库拉的十字形宿主部落里生活过一段时间并被毕库拉植入了十字形。霍伊特身负自己的和杜雷的十字形，他希望能借由自己的死亡换取杜雷的复活。

### 霸主领导
- 约瑟夫·赛文/约翰·济慈– 诗人济慈的第二个赛博人格。赛文为首席执行官悦石通报朝圣者们的命运，整部小说实际上也是由赛文叙说的。

- 梅伊娜·悦石– 霸主的首席执行官，布劳恩·拉米亚已故的议员父亲的门徒。悦石常被与亚伯拉罕·林肯，温斯顿·丘吉尔及一个虚构的政治家阿尔瓦雷兹·腾普相比较。

- 加布里尔·科尔谢夫议员– 科尔谢夫被认为是最有权势的霸主议员之一，并属于悦石的支持者。

- 阿瑟·莫泊阁将军– 莫泊阁是军部的首脑之一，也是悦石的支持者。他在书中很多地方扮演了重要角色，尤其是最后的结局部分。

### 技术内核人工智能
- 云门– 云门是内核中“稳定派”的领导人物，他们反对消灭人类。他在创造济慈的赛博人格中起了重要作用并被认为是内核中一个主要的哲学家。

- 阿尔贝都咨议– 阿尔贝都是人工智能理事会的一员，代表内核参与霸主领导层事务。他是理事会的发言人，以全息投影形象出现。

- 南森咨议– 南森在小说结尾取代阿尔贝都成为人工智能理事会的主要发言人，他的全息投影给人以可信任和可靠的印象。

## 故事情节
在霸主的中心世界，鲸逖中心（简称鲸心），约翰·济慈的第二个赛博人格，约瑟夫·赛文，被作为一个“艺术家”吸收进入首席执行官梅伊娜·悦石的行政团队。事实上他负责向霸主领导层传达发生在海伯利安朝圣者身上的一切事件。这些都是他借由植入在布劳恩·拉米亚身上的植入物而经历的生动而又非凡的梦境实现的，这个植入物就是济慈的第一个赛博人格，赛文的孪生兄弟留给拉米亚的。由于赛文的梦境，小说的文字也是以赛文的口吻叙述的。
朝圣者们发现雷纳·霍伊特的尸体复活了，而且变成了杜雷神父。大家告诉了杜雷神父最近关于霸主的事情和朝圣者们各自的故事（第一部书的内容）。缺乏补给的朝圣者们决定派出二人寻找食物。曾居住在诗人之城写诗并目睹他的“缪斯”——伯劳——屠杀其他人的塞利纳斯自告奋勇，同行的还有布劳恩·拉米亚。当拉米亚从朝圣者们曾住宿过几晚的时间要塞取回补给时，塞利纳斯正在诗人之城奋笔疾书，希望能完成他的“海伯利安诗篇”。他的“诗篇”源于希腊提坦之战和约翰·济慈的作品，描写了霸主和技术内核之间类似提坦神和希腊诸神的故事。然而塞利纳斯未能最终完成他的诗篇，因为他被伯劳带走了并挂上了超现实的“荆棘树”，那上面有伯劳所有的受害者，他们活着但是承受着永恒的痛苦。稍后不久，伯劳攻击了拉米亚，并迫使她同他的赛博爱人“乔尼”一同进入了技术内核的虚拟现实。他们被云门截获，在云门杀死乔尼之前，云门和他们二人讨论了最近发生的他们在其中具有重大作用的事件。
在鲸逖中心，赛文就悦石无情抛弃朝圣者们一事向其质问。在他的一个梦中赛文了解到悦石并无打算疏散海伯利安上的数百万人民和保卫此星球的霸主军人。悦石对此深感惊讶因为她刚刚下达此命令，不过也因此她相信了赛文的梦的真实性。悦石辩解说她这样做是因为朝圣者们呆在光阴冢并寻找出事情的真相是至关重要的。稍后情节披露出悦石这样做还有让驱逐者，而不是霸主，面对海伯利安上的伯劳这一目的。悦石要求赛文前往海伯利安。赛文奉命前去并遇见了总督西奥·雷恩和美利欧·阿德朗淄博士。他告诉了阿德朗淄他原来恋人瑞秋的事。
赛文的下一个梦中，卡萨德被莫尼塔攻击。他们之间长距离的狙击对抗摧毁了水晶独碑。卡萨德最终在独碑顶部与莫尼塔碰面。徒手对决中莫尼塔击败了卡萨德，然后他们做爱了。之后莫尼塔给了卡萨德一套来自未来的既是甲胄也是武器的拟肤束装。卡萨德之后在一次单独的战斗中击败了伯劳，但没有杀死它。卡萨德被莫尼塔救下并带往了未来，那时驱逐者已经占据了海伯利安。驱逐者并非人们想象中的野蛮敌人，他治好了卡萨德身上与伯劳对决留下的伤。卡萨德看到了驱逐者的各种外形，看到了他们为了适应环境，而不是让环境适应他们，甚至采取遗传学手段。有的驱逐者身形庞大，非常高和健壮，而有些很小并有翅膀。卡萨德描述其中有些人看上去像昆虫，还有些人浑身为皮毛所覆盖像野兽。但所有人都有人类的感情，并能和卡萨德进行心灵的或是口头的交流。与驱逐者们沟通后，卡萨德和他们为了人类的未来再次与伯劳军团作战。虽然最终战斗胜利了，卡萨德却阵亡了。
驱逐者舰队在不可侦测的亚光速状态下以聚变驱动向环网的主要世界航行了许多年，当最后他们转用霍金驱动前进时，他们里目的地只有不到几百小时的路程了。直到此时，霸主才获知驱逐者的全盘计划。与此同时，霸主军部还要面对受到驱逐者游群攻击的海伯利安的严峻形势。最终，悦石动用了战略预备队增援海伯利安，但收效甚微。
同时，杜雷神父由霍伊特神父身上的十字形复活了。拉米亚和塞利纳斯前往时间要塞获取补给。朝圣者们没有想到会在海伯利安长时间停留，因而他们没有随身携带很多物品。塞利纳斯在他们路过诗人之城时停下了，他和拉米亚合不来，他想在诗人之城，像以往创作他最好的作品一样，完成他的诗篇。拉米亚同意了。在他们二人离开的时候，剩下的人（领事、索尔·温特伯、杜雷）发现了海特·马斯蒂恩船长昏迷在沙地中，高烧且脱水。马斯蒂恩最终死了，没有能讲出他的故事，只有一些不清楚的关于没能驾驶伯劳的痛苦之树穿越宇宙的只言片语。
塞利纳斯发现诗人之城的寂静对他的创作大有裨益。他进展神速，他的缪斯回来了。塞利纳斯的海伯利安诗篇是对济慈未完的两部作品的翻补：提坦之战——提坦神被他们的后裔，更强大美丽也更为人熟悉的希腊神话奥林匹亚神所颠覆的过程；提坦神的反击——海伯利安和海伯利安的陨落：一场梦。塞利纳斯的诗篇不仅仅是神话史诗，更是这个星球上发生的种种事件的寓言：人和他的创造物：技术内核的人工智能，之间长久的矛盾。当白昼之光黯淡下去，萨土恩和朱庇特在谈判桌前也以对某种第三方的敌对力量的畏惧结束了他们的伟大辩论。此时塞利纳斯不得不找寻光源以看清手稿。伯劳无声无息地出现了，控制塞利纳斯的手臂写下“时候到了，马丁”。然而塞利纳斯不予理睬，拒绝离开。伯劳最后带走了塞利纳斯，把他刺穿在痛苦之树上。
拉米亚从要塞获取补给的任务被奇怪的噪声和不时被打断的痛苦尖叫所干扰。在她顺楼梯走下要塞时，她被掉下的石块砸晕了。当她返回到狮身人面像时，她除了伯劳未见一人。她手枪的子弹对伯劳的钢铁之躯无济于事。伯劳的尖刃刺入了拉米亚的脑后，就在她植入物附近。索尔和领事发现了她昏迷，看似脑死亡的身体，以及将她的头和狮身人面像岩石无缝连接的导线。领事乘坐霍金飞毯（领事的祖父梅闰和祖母希莉用过的那块）向首都济慈飞去，希望能解除对他的飞船的锁定并用上面的冷冻舱延缓瑞秋的病情，并借助上面的工具切断拉米亚头上的导线。
拉米亚还活着，但意识已经转移到了数据平面。她看似被伯劳从舒克隆环中解放了出来，并和乔尼在相会了。乔尼提到他像赛文梦到他的经历一样也梦到赛文的经历。他们二人前往内核中心寻找答案。
场景又转向卡萨德。伯劳带领他来到痛苦之树前，上面伯劳所有的受害者都还活着。卡萨德试图救下马丁·塞利纳斯，但伯劳复制自己，上千伯劳挡在卡萨德面前。于是卡萨德不得不战。
卡萨德和伯劳之战让他们在不同的时空中穿梭，其中一个地方是朝圣者们在第一本书中乘坐的穿越星球的渡船。船舱中的血迹仍在，一开始朝圣者们以为是海特·马斯蒂恩的，但现在才清楚，这血迹是战斗中的卡萨德留下的。
环网中，恐慌蔓延，数十亿霸主公民试图逃离迫在眉睫的入侵。主要的星球世界上暴乱频频，有些暴乱正是由死灰复燃的伯劳教会发动的，教会人数此时大幅膨胀。悦石决定牺牲掉受到首波攻击的世界，以换取事件布防舰队保卫即将受到第二波入侵的星球。与入侵者谈判的希望在首波攻击的核武器和等离子武器的火焰中被一扫而光。技术内核通过阿尔贝都表示他们已找到一个解决办法：一种极具破坏性的死亡之杖的变体。这武器将毁灭所有生物体，不分驱逐者和霸主公民。为避免霸主伤亡，内核提议将人群疏散到迷宫世界以躲避武器的杀伤效应。
领事飞越高山和草之海，但疲倦使他沉睡并在济慈外围坠落。同时，杜雷决定去狮身人面像内部一探究竟，留下索尔照看拉米亚。在瑞秋的生命即将倒退到起点时，伯劳出现并带走了瑞秋。索尔沉思着，光阴冢打开了。
拉米亚和乔尼穿过技术内核到达一个叫做万方网的更为庞大的层面。他们在那找到了云门，一个强大和有影响力的人工智能。云门证实了内核主导了地球的“毁灭”，并将地球移至银河的另一个旋臂。这是为了让霸主和人类殖民星球迅速增加，这样内核也能随之发展。云门提到了万方网中存在更强大的足以囊括万方网的意识，提到内核惧怕未来人类创造的，在万方网里一个叫虚空与移情的地方的终极智能。它也承认了它谋害了拉米亚父亲和乔尼。随后，云门摧毁了乔尼的人格，并将拉米亚驱逐出万方网。
在海伯利安，领事与现任总督西奥·雷恩取得联系。由于霸主军队正承受着驱逐者猛烈的攻击，领事被悦石要求去与驱逐者谈判以停战。
与此同时，赛文从一群伯劳教会激进分子中勉强脱身，来到了佩森，看到保罗·杜雷神父。杜雷向他解释说他在伯劳圣殿里打探时发现一个被封起来的入口。他进去后发现身处海伯利安的迷宫内，他看到数以百万计的腐烂的尸体和十字形。伯劳随后把他传送到远离时间潮汐影响的一艘太空船上，并用上面的传送门将他送到佩森。杜雷和赛文立刻意识到内核的疏散计划是一个圈套：内核计划把迷宫中的人类用十字形互相连接为一个庞大的并行计算网络。杜雷决定前往神林，赛文则与李·亨特一道前去面见悦石。但传送门却把他们传送到了地球，在那赛文像他的人格济慈一样，染上了肺结核。
在神林被驱逐者摧毁时杜雷回到了鲸逖中心。在那他被选为了教皇，在他警告悦石之前他返回佩森。同时，肉体已经死于肺结核的赛文进入万方网，在悦石的梦中给悦石发出警告并向她揭示出内核就寄居在远距传送系统中。
领事在海伯利安与驱逐者取得了联系。驱逐者表明“入侵”只发生在海伯利安，是内核发动了对环网其他世界的侵略。军部解剖了“驱逐者”的尸体，证实他们是内核赛博体。在这个证据和赛文的警告下，悦石授命军部摧毁远距传输系统。这个行动事实上造成了人类霸主的解体和数百万生命的死亡。“超光”通信不久也宣告失效，随之而来的是万方网中不明智能的信息：不会再有对此信道的滥用了。你们打扰了其他人通过此信道进行的严肃通信。只有你们懂得这信道为何而设，你们才能再使用它。
回到海伯利安，布莱恩·拉米亚进入伯劳圣殿，发现了塞利纳斯和其他所有的伯劳受害者，以及连接他们的导线，这导线和使她进入数据网的一样。这样看荆棘树应该是一种模拟（塞利纳斯宣称它既是模拟也是现实）。当伯劳接近，拉米亚切断了萨利纳斯的导线，解救了他。并在战斗中击败了伯劳。
此时，索尔的女儿，瑞秋，以一个新生的年轻女子的身体出现在光阴冢外。她怀抱着幼年的自己（这个自己的年龄是正常增长的）。瑞秋把婴儿交给了索尔，解释说她其实是莫尼塔。她现在要和伯劳一起应未来人类的命令回到未来。她消失了，索尔也决定追随她而去，去到瑞秋的未来。
几个月后，故事结束了。动乱平息，海伯利安再度开始繁荣，前霸主公民和驱逐者和平共处。光阴冢和其他遗迹上出现新形成的耐人寻味的神秘雕刻。人们蜂拥而来，想要访问未来，但几乎没人成功。结尾中，领事驾驶他的飞船前往以前的环网，他不知道的是他飞船上的人工智能正是赛文。